# Centro storico di Salerno
Il centro storico di Salerno è il nucleo della città vecchia che si sviluppa nei dedali di vicoli di origine medievale dall'estremità occidentale della città, fino al torrente Rafastia. L'abitato ha origine intorno al 197 a.C. quando i romani fondarono l'antica Salernum.
Si considera che i limiti approssimativi del centro storico siano ad ovest il torrente Fusandola (dove vi era la cosiddetta "Portacatena"), a sud il mare, a nord il colle del castello di Arechi (detto "Monte Bonadies") e ad est la vecchia salita del Carmine (vicino alla "Portanova").

## Storia
Nel 197 a.C. fu dedotta una colonia romana ad castrum Salerni. Questa colonia fu ascritta alla tribù Menenia ed ebbe il ruolo di controllare la regione, in particolare le popolazioni della piana del Sele che si erano schierate con Annibale. La città era attraversata dalla Via popilia e presumibilmente si sviluppava intorno alle attuali via Tasso e via Dei Canali; in particolare via Tasso doveva costituire il decumano maggiore.
Intorno alla cittadina romana si sviluppò nel Medioevo la Salerno dei Longobardi( per circa cinque secoli a partire dal 626 AD, quando la conquistarono dai Bizantini).  
Durante il periodo di Arechi II, che fece di Salerno una delle sedi della sua corte, la città si ampliò ulteriormente e si dotò del caratteristico sistema difensivo triangolare che è rimasto immortalato nell'iconografia medioevale e rinascimentale: la città era fornita di mura che calavano dal castello di Arechi, all'apice della collina che la sovrasta, e la cingevano fino a raggiungere il mare; i due rami della cinta erano quindi uniti da una muraglia che correva lungo la spiaggia intervallata da torri e bastioni.

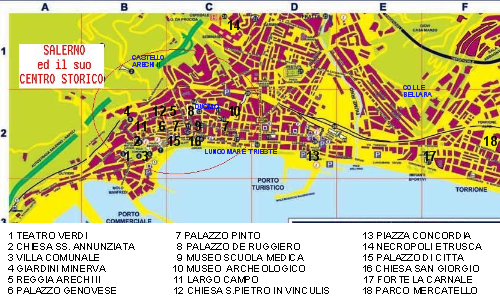
Salerno alla fine del Novecento aveva quasi 170.000 abitanti, molti concentrati nel suo centro storico

A partire dal Cinquecento la città si arricchì di palazzi gentilizi e di chiese che costituiscono tuttora il complesso edilizio dell'abitato. Del resto Salerno ha avuto una crescita enorme: contava circa 5.000 abitanti nel Seicento (dopo alcuni terremoti ed epidemie), mentre aveva quasi 170.000 abitanti alla fine del Novecento. 
Dopo l'unificazione dell'Italia Salerno ha conosciuto un enorme ingrandimento con molte migliorie urbanistiche, che ha coinvolto anche il suo centro storico (basti pensare alla ristrutturazione del quartiere "Fornelle").

## I Quartieri antichi

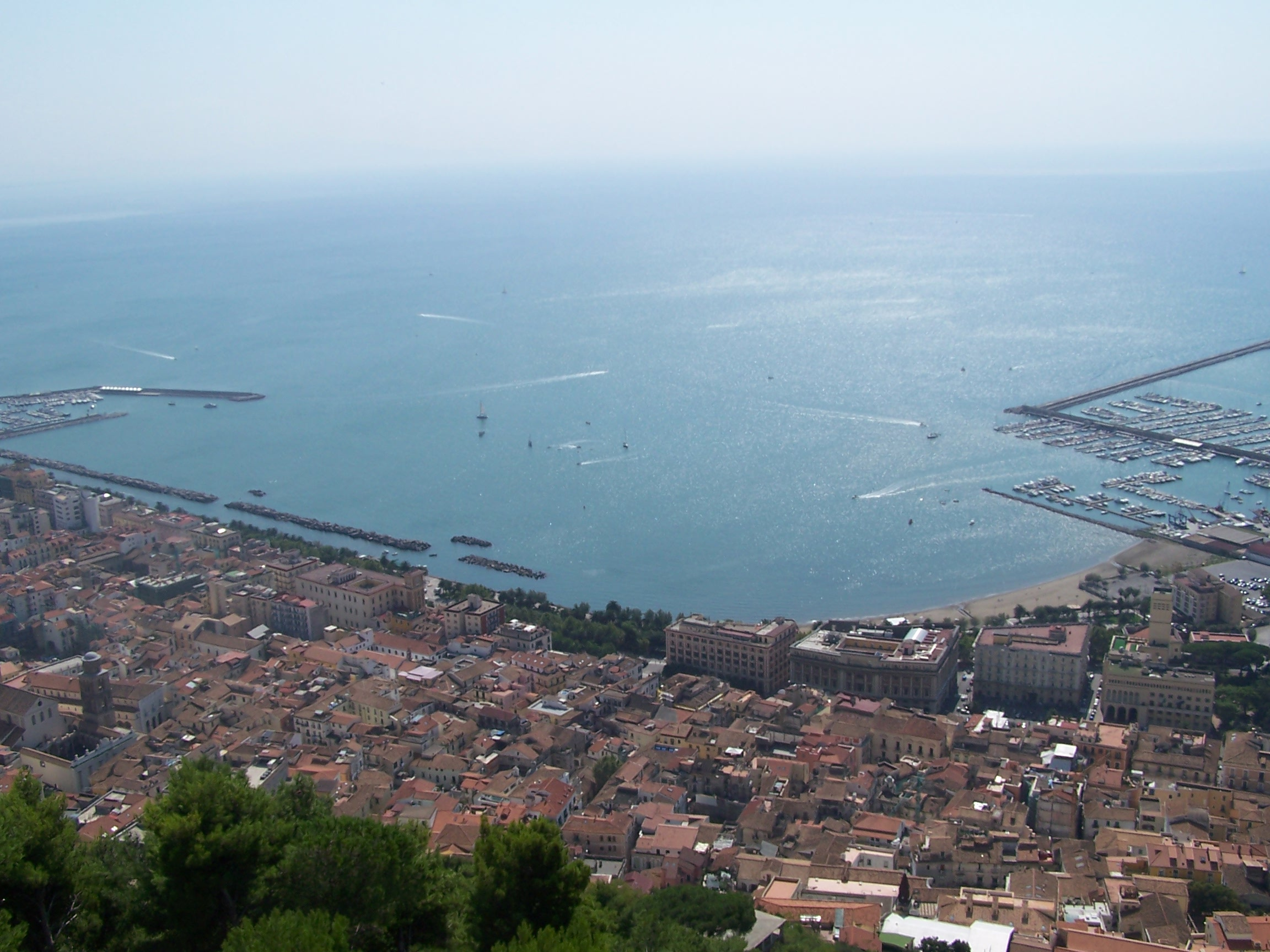
Centro storico di Salerno visto dal Castello di Arechi

La città era anticamente suddivisa in quattro quartieri:
- Curtis Dominica: Area in cui sorgeva l'antica corte longobarda. Situato tra l'Ortus Magnus ed il Locus Veterensium, il quartiere fu il fulcro della attività giuridiche ed amministrative del regno longobardo. Sviluppantesi probabilmente ad oriente del Palazzo Arechiano, la corte nel XIII secolo rappresentava la Platea maior, ovvero la piazza più importante della città in cui si aprivano numerose botteghe.
- Locus Veterensium: Situato tra i gradoni di Santa Maria della Lama e il vicolo di Santa Trofimena, prende il nome da una cospicua quantità di abitanti di origine vietrese che avviarono in città la lavorazione della ceramica.
- Orto Magno: Situato nella parte orientale della città fu destinato a zona agricola. Qui si stabilirono i Benedettini, già presenti nell'868, che diedero vita ad un attivo scriptorium e a un centro di quella cultura scientifica da cui trasse origine la Scuola medica salernitana. Qui sorse, tra il VII e il XI secolo, l'abbazia di San Benedetto che contribuì alla realizzazione in Italia meridionale del rinnovamento religioso del quale erano stati promotore l'abate Desiderio di Montecassino e Alfano, abate di San Benedetto e arcivescovo di Salerno dal 1058. Nei pressi di San Benedetto in cui si svolgevano, oltre alle attività spirituali, anche quelle di tipo assistenziale, sorge la chiesa di San Michele, tipico esempio di chiesa nobiliare di epoca longobarda. Tra queste due chiese si trova anche la chiesetta di San Martino della Palma, conosciuta oggi come Sant'Apollonia che, oltre ad essere un luogo religioso, era sede d'incontro di mutuo soccorso della corporazione dei conciatori. In epoca normanna l'Ortomagno divenne sede del potere amministrativo della nuova dinastia che, con Roberto il Guiscardo, si era insediata a Salerno nel 1077.
- Plaium Montis: Situato alle pendici del Monte Bonadies, era conosciuto in epoca longobarda con il nome di noba civitas ed era sede di fabbriche benedettine e del Palazzo di San Massimo. Il quartiere era caratterizzato da terrazzamenti che degradavano verso il mare e da flussi perenni d'acqua che permettevano l'irrigazione dei vari orti, la costruzione di lavinarii e diffusorii, che incanalavano l'acqua verso le varie zone della città, e di balneae ovvero stabilimenti balneari e terme di cui abbiamo traccia nel Convento di San Nicola della Palma. In questo quartiere sorsero diversi monasteri come quello di San Lorenzo, San Giacomo e San Nicola. Inoltre il quartiere fu sede di numerose spezierie, e delle prime farmacie monastiche chiamate armaria pigmentariorum dove i medici monaci conservavano ed essiccavano gli estratti delle piante officinali con le quali avrebbero curato i malati. In quest'area già in epoca romana vi era un insediamento urbano e questo è stato confermato da ritrovamenti archeologici come resti di antica pavimentazione in basalto tra i gradoni della Lama e via dei Canali e di un miliario nei pressi del Convitto Nazionale. La formazione del quartiere Plaium Montis vero e proprio è da collocarsi in epoca longobarda quando Guaiferio, principe di Salerno dall'861 all'880, trasferì la sua residenza in questa zona.

## I Rioni
Vi era un sistema di mura che delimitava i venti "Rioni" del Centro storico di Salerno, centrati intorno al Duomo:

### Antica Corte

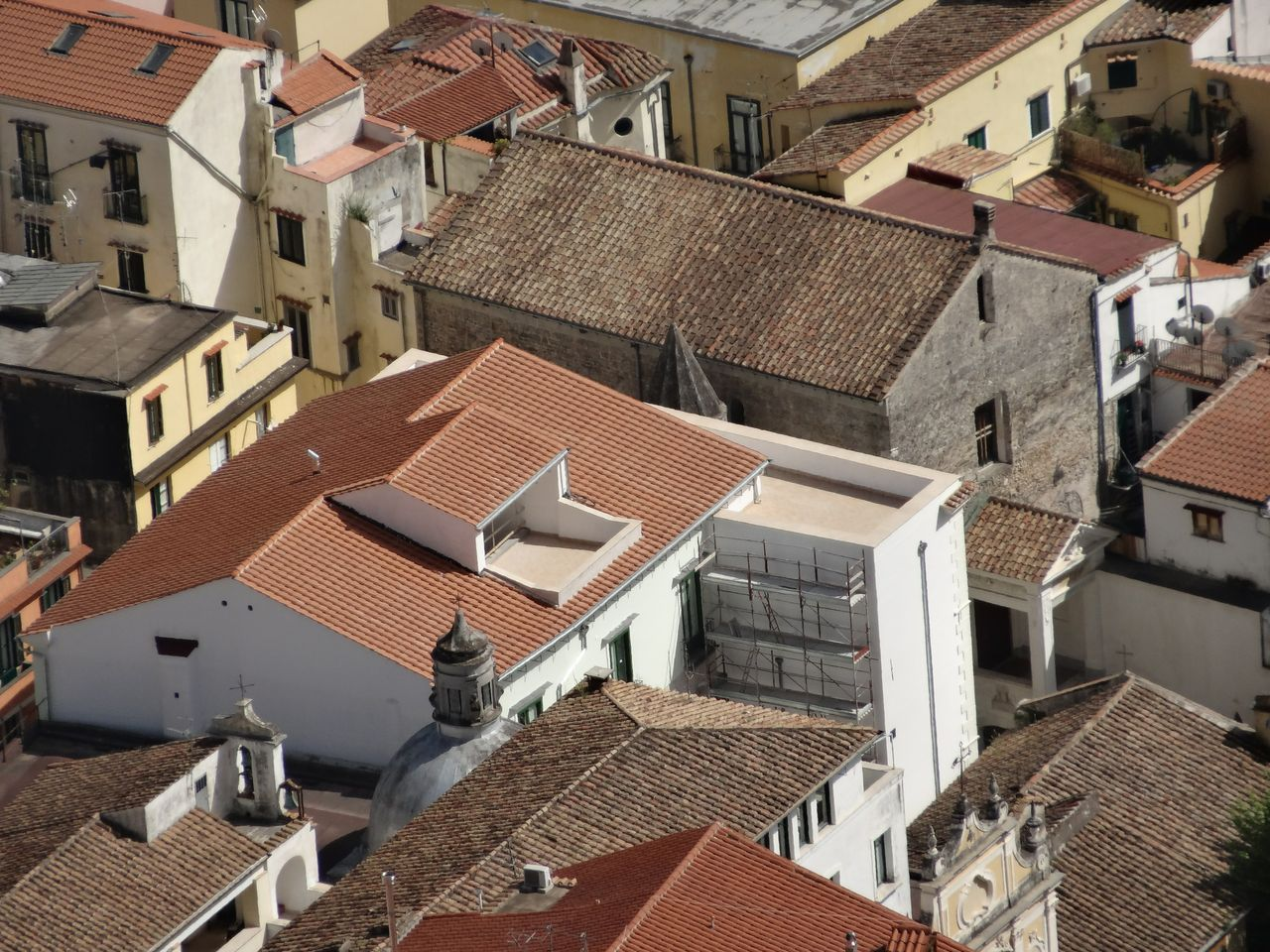
Il Rione Antica Corte, con Palazzo Fruscione e il Complesso archeologico di San Pietro a Corte

Il Rione comprende il Complesso archeologico di San Pietro a Corte e l'antica Reggia di Arechi II. Il Rione è probabilmente di epoca romana, come si può dedurre dai reperti che sono stati ritrovati nei vari scavi archeologici, ad esempio in quello del vicolo della Neve dove si trova la Domus Romana.
La zona era abitata da un cospicuo numero di ebrei, che risiedevano nella zona chiamata della Giudaica o della Giudecca dove era molto attivo il commercio di metalli preziosi e sete. Inoltre era presente anche un gran numero di macellerie e per questo motivo la strada, dai salernitani, è chiamata "via delle Chianche", anche se oggigiorno è ai più gergalmente noto come "Vicolo dei Caciocavalli". Il Rione prende il nome dalla la Curtis Dominicia, quella vasta zona che, dall'incrocio di via Mercanti con via Botteghelle, arriva all'arco di Arechi.
Nel Rione sorgono:
- Cappella di Sant'Anna: piccola chiesa che fu fondata nel 1725 da Monsignore Fabrizio di Capua, sorge sul lato nord della Chiesa di San Pietro a Corte.
- Chiesa di San Salvatore de Drapparia: chiesa di origine medioevale dedicati a culti distinti. Negli anni novanta sono stati effettuate operazioni di scavo durante le quali è stata riportata alla luce una struttura termale del I-II secolo, delle mura di epoca longobarda ed una serie di monete tra cui follari e tarì.
- Chiesa di Santa Lucia de Judaica: risalente all'XI secolo è stata rimaneggiata nel corso dell'800.
- Domus Romana: è un ambiente d'epoca romana riscoperto negli anni ottanta situato a 5 metri di profondità rispetto all'attuale piano calpestabile. La Domus è caratterizzata da resti marmorei, tronchi di colonne e dagli affreschi del "Giardino d'inverno".
- Chiesa di San Matteo Piccolo: chiesa di età medioevale, sorgeva lungo via dei Canali, fu abbattuta per fare spazio al Conservatorio Ave Gratia Plena Minor nel XVIII secolo. Oggi sorge nei pressi di San Pietro a Corte.
- Chiesa di Santa Rita: chiesa confinante con quella di San Matteo Piccolo, risale al medioevo e nel 1300 era conosciuta con il nome di Sant'Antonio di Vienne. L'aspetto attuale della chiesa è il frutto di rimaneggiamenti ottocenteschi e dei lavori eseguiti nel corso degli anni cinquanta.
- Chiesa di San Pietro de Grisonte: conosciuta anche con il nome di San Rocco fu costruita intorno all'anno mille. L'aspetto attuale è il risultato di lavori di ristrutturazione effettuati nel XVII secolo.

### Arce
Il Rione, che sorge lungo le antiche mura longobarde della città, prende il nome dalla presenza dell'acquedotto medioevale. Tutta la zona, infatti, era protetta dalle fortificazioni che percorrevano il torrente Rafastia.

### Barbuti

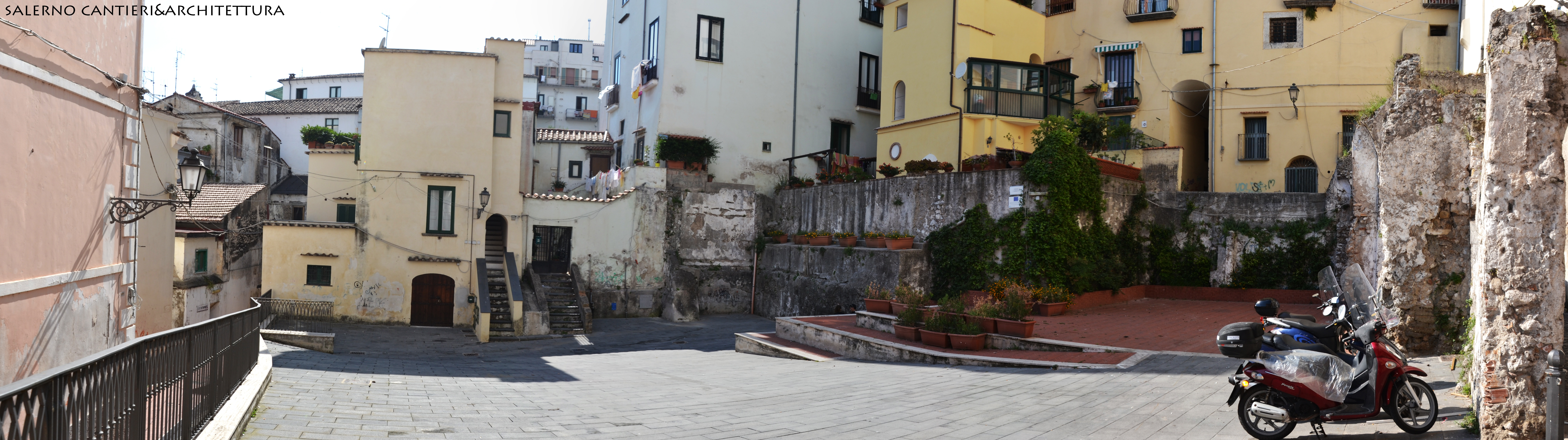
Panorama di Largo Barbuti

Il Rione prende il nome dalla lunga barba tipica dei guerrieri longobardi che vissero in città. L'area comprende via delle Botteghelle, via dei Canali, via Roma e via Tasso. Il periodo di massimo splendore del quartiere fu durante il XIII secolo quando Via dei Mercanti era fulcro del commercio cittadino e sede di numerose botteghe tra cui la Ruga Speciarorum, sede della bottega degli speziali.
Nel Rione sorgono:
- Palazzo Fruscione: costruito nel corso del XII secolo sui resti di un edificio romano assunse la sua attuale conformazione agli inizi del XX secolo. È caratterizzato da una facciata decorata in stile normanno-gotico.
- Chiesa dell'Annunziatella: chiesa di origine settecentesca, sorge lungo via dei Canali.
- Conservatorio Ave Gratia Plena Minor: costruito insieme alla Chiesa dell'Annunziatella è attualmente adibito ad Ostello della Gioventù.
- Chiesa di Santa Maria dei Barbuti: chiesa di origine medioevale dedicata al culto della Vergine Maria. Originariamente contava 3 navate ma in seguito al crollo di una di esse fu portata all'impianto ad unica navata. Durante i lavori di ristrutturazione del 2002 sono stati riportati alla luce una parete in laterizi, un altare settecentesco e delle scale che portano ad un ambiente ipogeo.
- Chiesa di Santi Crispino e Crispiniano: della cappella si hanno le prime notizie nel 1500 quando era sede della confraternita dei calzolai. Nel corso del 1600 subì lavori di ampliamento.
- Archivio di Stato: l'archivio, istituito agli inizi del novecento, è situato in piazza Abate Conforti ed è annesso alla Cappella di San Ludovico caratterizzata da affreschi risalenti al XIII secolo.

### Canalone

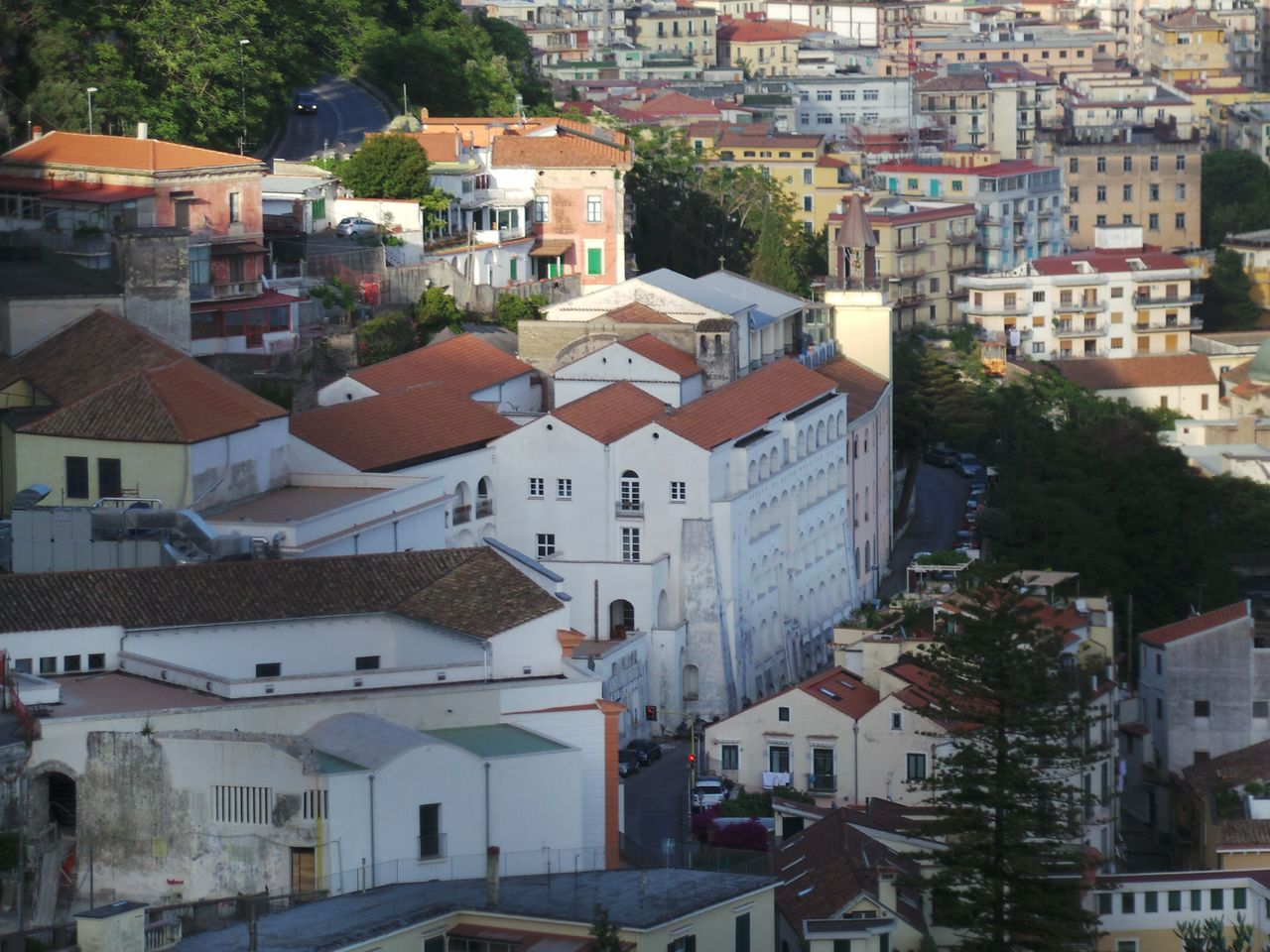
Il Rione Canalone

Il Rione sorge nella parte alta della città alle pendici del Monte Bonadies. Anticamente si trovava esternamente alle mura cittadine ed era via di passaggio per i viandanti diretti a Cava de' Tirreni. Canalone ebbe grande importanza nel XVIII secolo, durante l'assedio militare francese in quanto servì da rifugio per i salernitani in fuga dai borbonici.
Nel Rione sorgono:
- Convento di San Nicola della Palma: è uno dei conventi più antichi della città. Fu probabilmente sede della Scuola medica salernitana e nel corso del XIX secolo è stato sede dell'orfanotrofio. Dopo anni di abbandono è stato recuperato nel corso degli anni 10 del XXI secolo ed è diventato sede della fondazione Scuola medica salernitana e del centro di ricerche EBRI.
- Castello di Arechi: è una fortificazione di origine medioevale situata sul Monte Bonadies, a 300 metri sul livello del mare.
- Acquedotti medioevali del Cernicchiara: si tratta di tre strutture ad archi scoperte nel 2009 che probabilmente portavano l'acqua nei conventi della parte alta della città.

### Duomo
Il Rione, che sorge tra via Antonio Genovesi e Piazza Abate Conforti, è un dei più antichi della città. Durante il periodo romano la zona era attraversata dal Labinario che raccoglieva le acque provenienti dalle zone alte e le faceva confluire in un pantano situato nei pressi della chiesa di Sant'Agostino. Successivamente il Labinario divenne l'attuale Via Duomo in cui sorge la Cattedrale di San Matteo, costruita sui resti della più antica Cattedrale di Santa Maria degli Angioli.
Nel Rione sorgono:

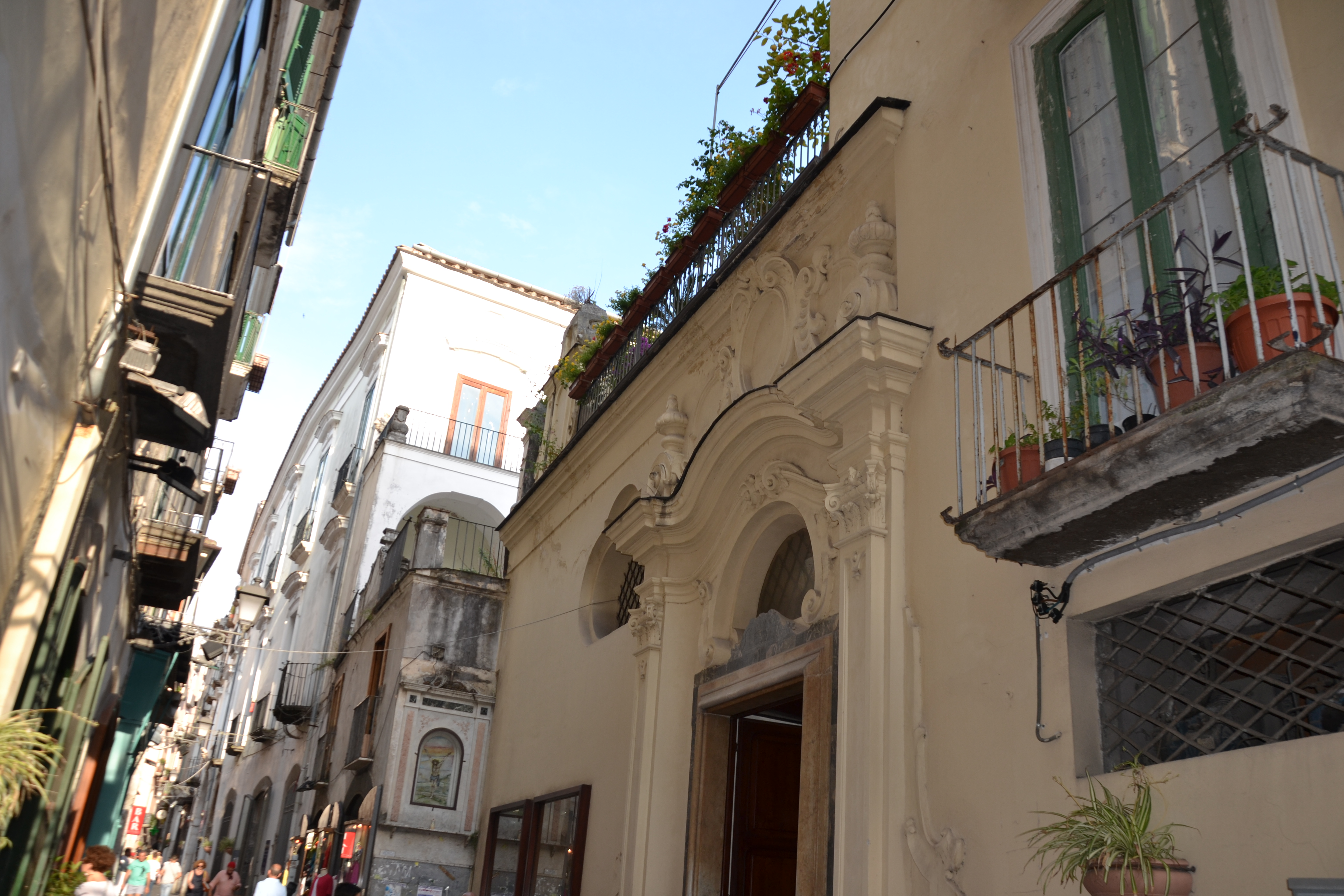
Chiesa di Sant'Antoniello

- Palazzo d'Avossa: di costruzione seicentesca fu rimaneggiato nel secolo successivo da Ferdinando Sanfelice in stile barocco. Dal 2012 è sede di alcuni uffici della Soprintendenza.
- Palazzo De Ruggiero: di origine settecentesca ha una tipica facciata barocca.
- Chiesa di San Gregorio: la chiesa fu eretta intorno all'anno mille e fu ricostruita nel 1172 per volere di Roberto Guarna. È attualmente sede del Museo virtuale della scuola medica salernitana.
- Palazzo Carrara: si trova vicino alla Chiesa di San Gregorio. Nel 1400 vi soggiornò Francesco di Paola e una targa ne ricorda l'evento.
- Tempio di Pomona: è un tempio di epoca romana innalzato in onore di Pomona. Attualmente è inglobato al palazzo arcivescovile ed ospita mostre ed eventi.
- Palazzo Morese: di costruzione quattrocentesca si trova nei pressi del Duomo. Affaccia sul Largo Cassavecchia ed in passato era sede di uffici di tesoreria.
- Palazzo Pinto: antica dimora gentilizia sorge su Via Mercanti ed è sede della Pinacoteca e dell'Enoteca Provinciale.

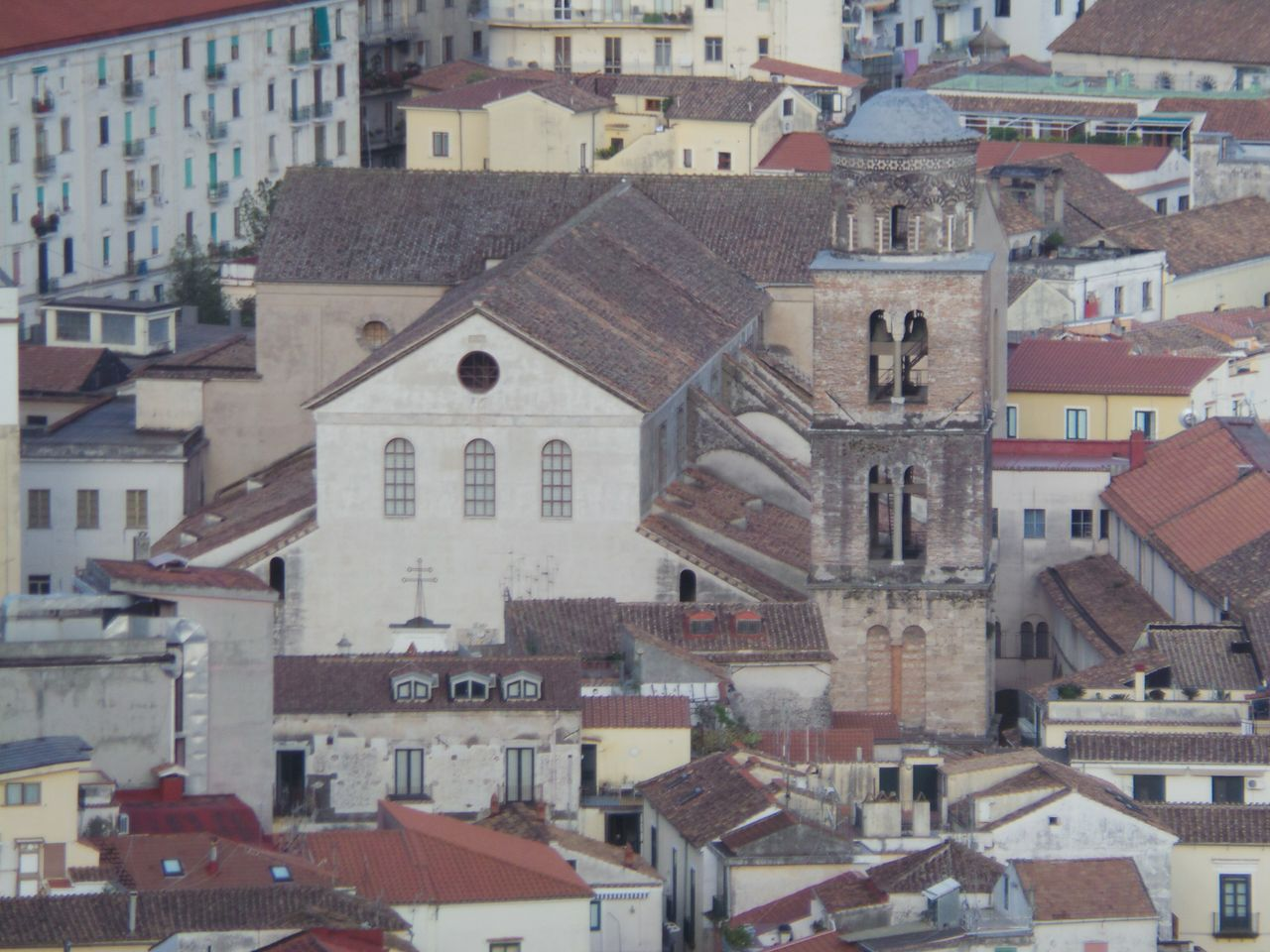
Il Rione Duomo

- Monastero di Santa Maria della Mercede: eretto verso la fine del seicento per volere dell'arcivescovo spagnolo De Ostos risulta uno degli ultimi monasteri costruiti in città. Dopo essere stato conservatorio e convento per monache di clausura divenne nel 1861 caserma. Nel 1978 fu ristrutturato ed adibito a sede del Tribunale Amministrativo Regionale e dei Minori.
- Chiesa di San Domenico e Santa Maria della Porta: Il convento, edificato nel corso del duecento, è noto per aver ospitato San Tommaso d'Aquino e per essere stato un vivace centro culturale. Fu sede dell'Accademia dei Concordi, dell'Accademia dei Rozzi e di quella degli Irrequieti. Oggi è adibito a caserma della Polizia stradale. La Chiesa, sorta al posto di quella dedicata a San Paolo Palearea che, inglobata, ne divenne una cappella, è caratterizzata dal suo stile settecentesco e dalle ricche decorazioni delle cappelle.
- Chiesa del Monte dei Morti: è uno dei pochi edifici di culto a pianta ottagonale presenti a Salerno.
- Palazzo De Ruggiero: edificato nel corso del seicento presenta una tipica facciata barocca con tre piani. Attualmente vi hanno luogo esposizioni e mostre.
- Chiesa di Sant'Antoniello: fu eretta nel 1629 su un antico tempio longobardo dedicato a San Vito de Scutis. Fino al 1874 fu sede della confraternita del Purgatorio. Attualmente è sede della Pasticceria Pantaleone.

### Fornelle

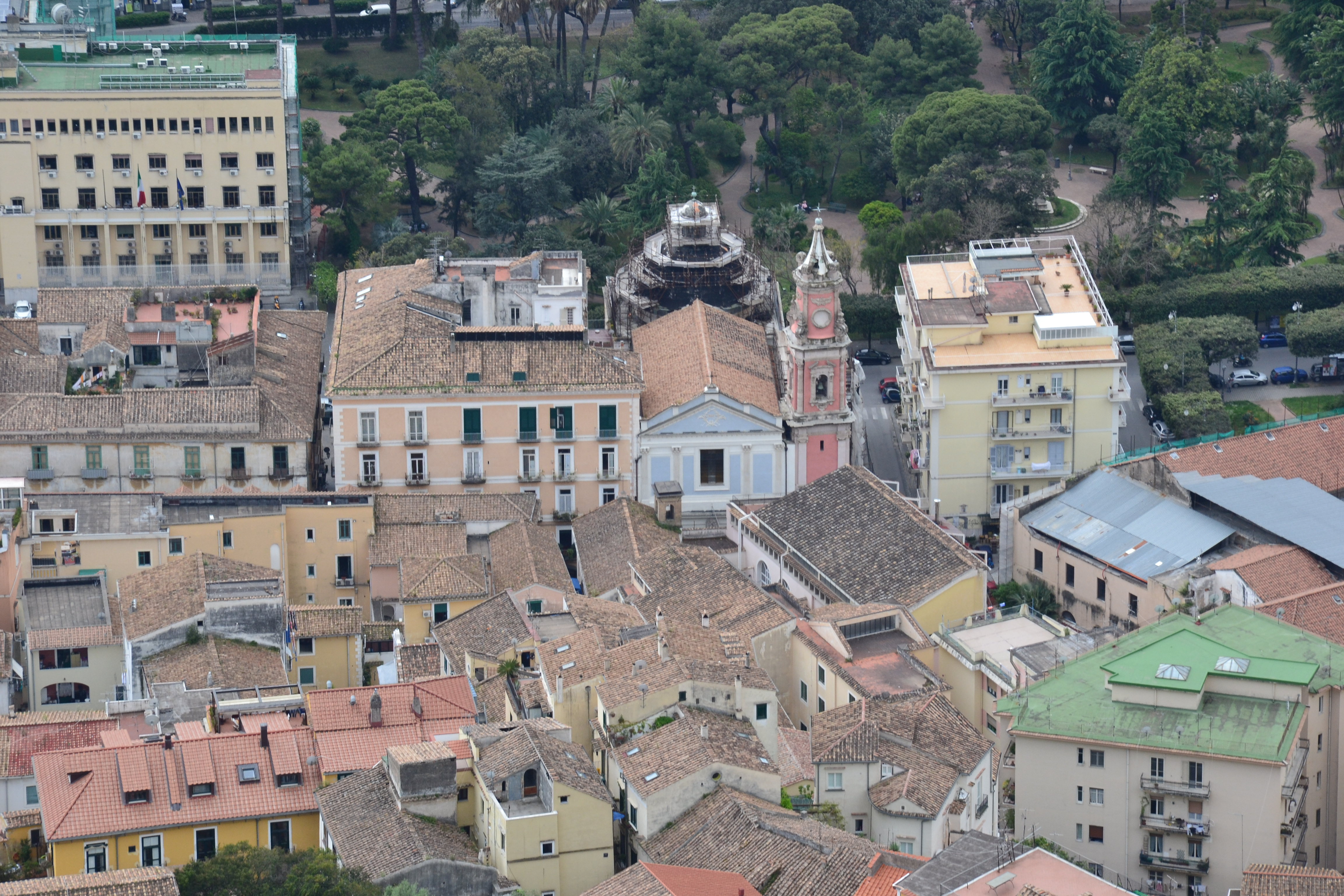
Il Rione Fornelle

il Rione, tra i più antichi della città, in quanto risalente al IX secolo, comprende via Tasso, via Portacatena, via Fusandola, via Spinosa e via Porta di Mare. Il nome, secondo alcune fonti, deriva dal termine formae, ovvero degli acquedotti in cui venivano canalizzate antiche fonti minerali. Secondo altri invece deriva dalla presenza di forni utilizzati per cuocere la ceramica in quanto la zona era abitata da cittadini di origine vietrese. Successivamente il Rione prese il nome di Vicus Amalphitanorum poiché il principe Sicardo dopo che ebbe conquistato Amalfi tra l'838 e l'839 vi fece trasferire una comunità di amalfitani. Sicardo, sperando di spostare gli interessi del centro marinaro verso Salerno, tentò di fondere le due popolazioni attraverso matrimoni, ma alla sua morte, gli amalfitani, dopo aver saccheggiato la città ritornarono in patria. Alcune famiglie rimaste fedeli a Salerno si trasferirono a Vietri fino a quando non gli fu concessa protezione da Guaiferio per proteggersi dalle incursioni saracene. Gli amalfitani occuparono l'area compresa tra il Fusandola e l'attuale via Porta Rateprandi. Nel quartiere, simile ad un picco borgo marinaro, si svolgevano attività legate alla pesca e al traffico marittimo, come la fabbricazione di attrezzature per le barche ed inoltre attività legate alla tessitura ed alla lavorazione della farina. Per quanto riguarda il commercio gli amalfitani si dedicarono all'esportazione di legname proveniente dall'entroterra salernitano e, a differenza degli Ebrei, non rimasero emarginati ma riuscirono a ricevere anche privilegi presso i principi longobardi.
Nel Rione sorgono:
- Chiesa di Santa Trofimena: è una delle più antiche chiese di Salerno, di costruzione longobarda. Presenta un doppio ingresso: uno, quello originale ed un secondo di costruzione ottocentesca.
- Fontana delle Fornelle: si trova in Piazza Matteo d'Aiello. La sua costruzione risale al XVII secolo e si presenta come una vasca ovale con due zampilli derivanti da due brocche di ferro poste su blocchi di pietra.
- Chiesa della Santissima Annunziata: costruita nel 1627 è caratterizzata dal campanile progettato da Ferdinando Sanfelice.
- Chiesa di San Biagio: costruita nell'XI secolo come cappella dell'Ospedale San Giovanni di Dio fu ristrutturata nel corso del seicento.

### Fusandola

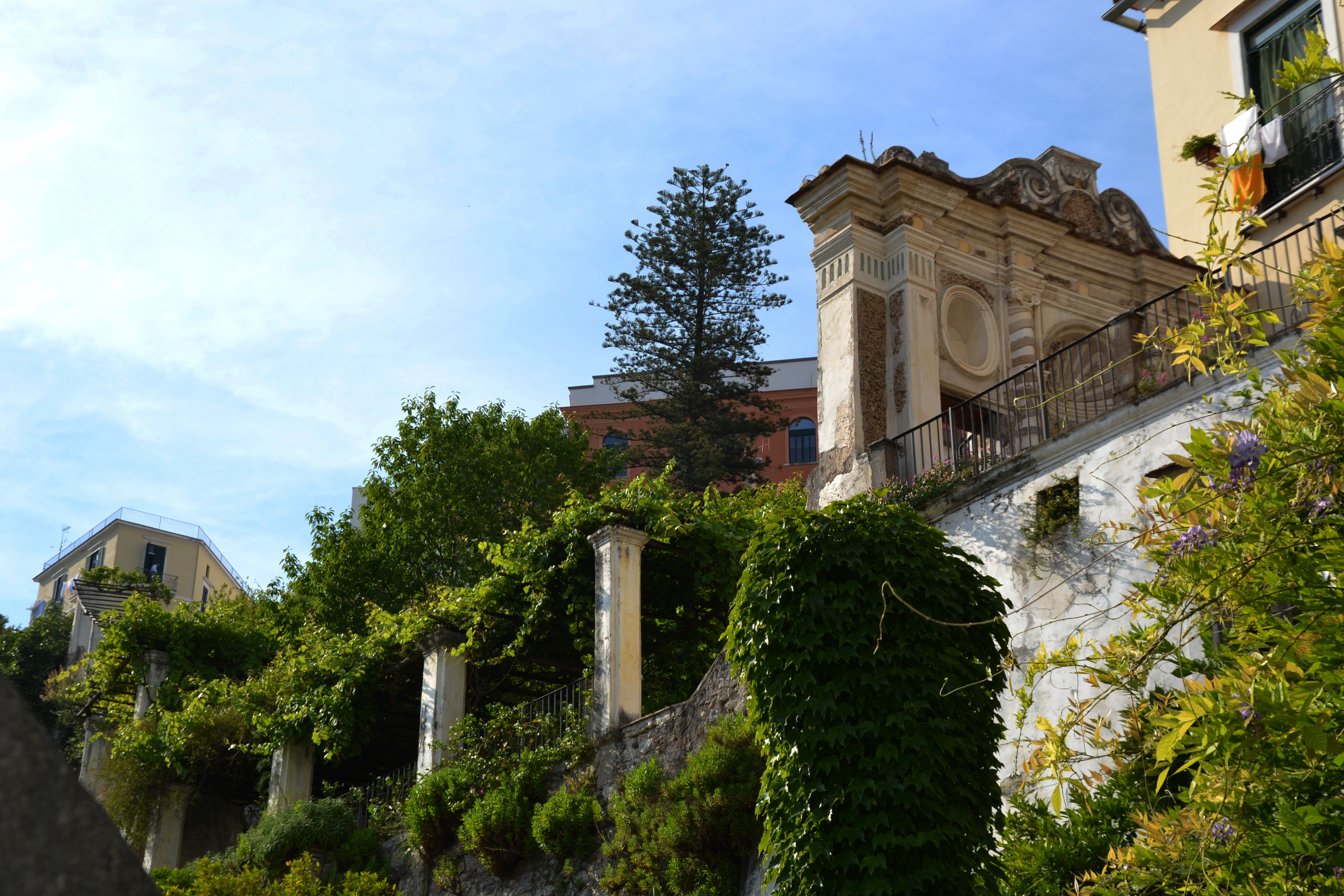
Vista sui Giardini della Minerva

Il Rione sorgeva a ridosso delle mura occidentali della città ed oggi comprende il torrente Fusandola, Piazza Matteo Luciani, via Porta di Ronca, via Fusandola e via Spinosa. Per la sua posizione è sempre stata la prima area ad essere attaccata durante incursioni nemiche ma grazie alla sua conformazione è sempre riuscito a conformarsi. La zona comprende i cosiddetti Orti cinti di cui fa parte il Giardino della Minerva.
Nel Rione sorgono:
- Palazzo Capasso: è annesso al complesso del Giardino della Minerva e funge da Archivio di Botanica.
- Monastero di San Francesco di Paola: il monastero fu fatto erigere per volontà di San Francesco di Paola. I lavori furono completati nel 1516 il convento fu consacrato. Ad esso fu annessa anche una farmacia che aveva il compito di fornire medicinali al vicino ospedale. Con decreto napoleonico nel 1807 il monastero fu soppresso e riconvertito a comando militare, funzione che svolge tutt'oggi.

### Madonna delle Grazie

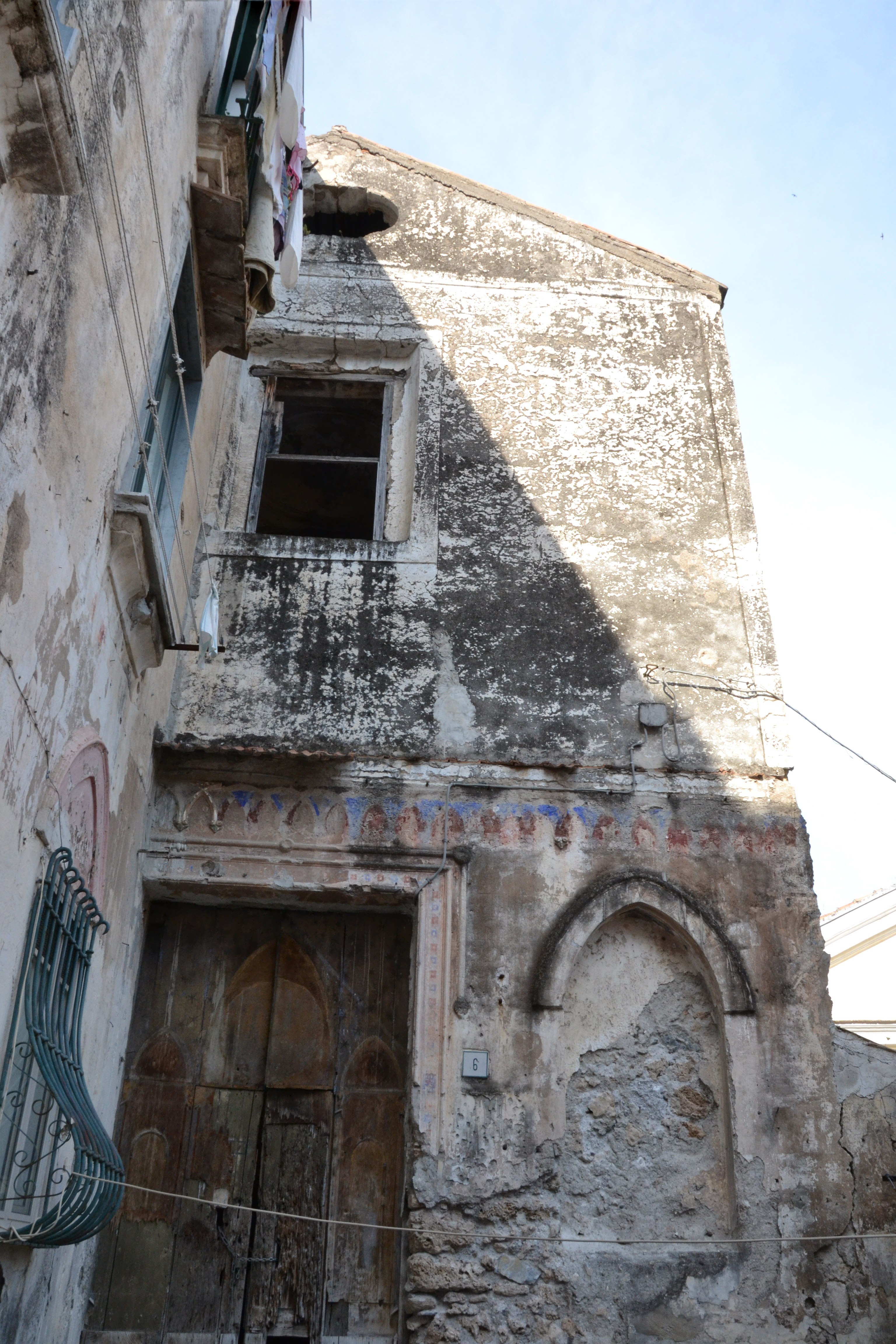
Chiesa di Santa Maria de Alimundo

Il Rione sorge alle pendici del Monte Bonadies. In periodo longobardo era sede di numerosi edifici in cui si trovano gli uffici più importanti del principato di Salerno e una sede della Scuola medica salernitana.
Nel Rione sorgono:
- Porta Ronca: è un'antica porta delle cinta murarie di Salerno di cui resta solo un arco in Via Torquato Tasso.
- Chiesa di Santa Maria de Alimundo: costruita intorno all'anno mille è stata più volte ristrutturata nel corso dei secoli. Secondo lo storico salernitano Matteo Fiore in essa è sepolto Masuccio Salernitano.
- Palazzo Copeta: costruito nel settecento fu una delle ultime sedi della Scuola medica salernitana.
- Palazzo Conforti: costruito nel XVI secolo è caratterizzato dal maestoso portale d'ingresso pentagonale e dalla scala interna a tre rampe settecentesca.
- Palazzo Ruggi d'Aragona: fu costruito nel XVI secolo e per un breve periodo ospitò Carlo V ospite del principe Ferrante Sanseverino.
- Chiesa di Santa Maria delle Grazie: la chiesa, costruita nei primi anni del cinquecento, fu annessa al Convento dei Gerolimini. Nella sua storia si ricordano 3 importanti restauri nel seicento, nell'ottocento e nel secondo dopo guerra. Nei locali annessi alla chiesa è stato allestito un piccolo museo dove sono esposte le opere di Andrea Vaccaro e di Cristoforo Scacco di Verona.
- Palazzo Martuscielli: secondo alcuni sede della Scuola medica salernitana.
- Convento di San Lorenzo: fondato nel 976 per volere di Gisulfo I di Salerno è attualmente sede dell'Archivio Storico Comunale.
- Torre dei Ladri: la torre, dall'aspetto possente, un tempo sorgeva all'interno del muro di cinta occidentale.

### Municipio

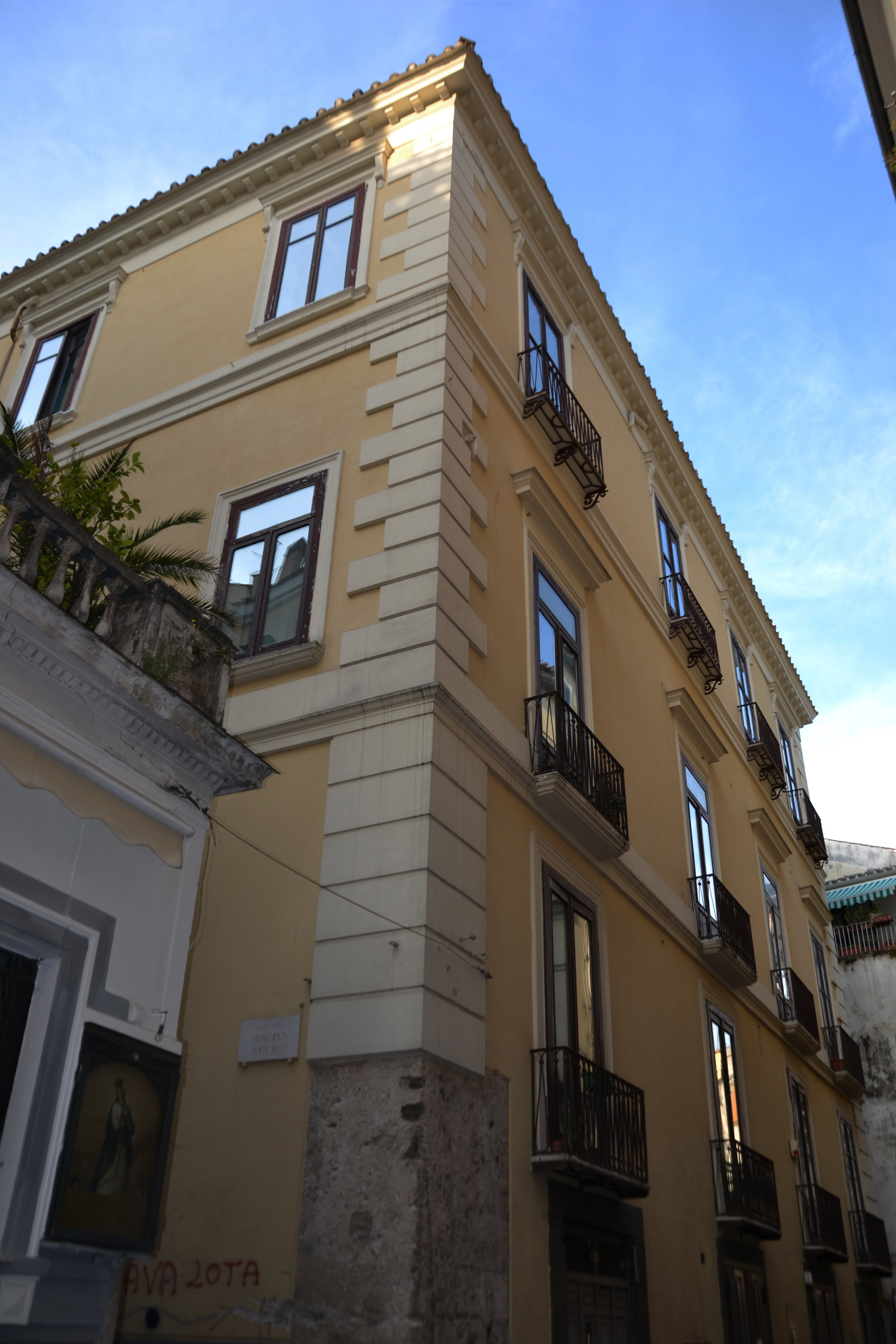
Il palazzo del vecchio Municipio

Il Rione Municipio è la zona comprendente via dei Canali, Via Dogana Vecchia, vicolo Duca Ruggero, vicolo Municipio Vecchio ed i Gradoni della Madonna della Lama. In epoca longobarda, in questo quartiere, aveva sede un maestoso maniero, sede della corte, di cui oggi è rimasta solo la torre di Guaiferio, facente parte del sistema difensivo della città. Il Rione è di rilevante importanza per i vari vicoli che lo caratterizzano e ne ricordano l'origine medioevale, come ad esempio vicolo Pietra del Pesce, in cui venivano posati, su blocchi di pietra, i pesci in vendita.
Nel Rione sorgono:
- Vecchio Municipio: da cui prende il nome il Rione. Le prime notizie che lo riguardano risalgono al 1578 e parlano della realizzazione di un orologio sulla sua facciata. Anticamente l'ingresso presentava uno scalone che fu eliminato a fine ottocento quando l'edificio fu ristrutturato.

### Mutilati-Bastioni
Il Rione prende il nome dalla presenza della Casa del Mutilato e di fortificazioni, di epoca pre-longobarda, di forma pentagonale chiamate Bastioni.
Nel Rione sorgono:
- Convento e Chiesa di San Michele Arcangelo: il monastero e la chiesa sono frutto di una riedificazione avvenuta nel corso del seicento. Il convento, a lungo sede di un hotel, è stato messo in vendita dal Comune di Salerno.

### Piantanova
Il Rione comprende piazza Giacomo Matteotti e Largo Dogana Regia. Il suo nome deriva dalla chiesa di Piantanova conosciuta oggi con il nome di Chiesa del Crocifisso.

### Porto

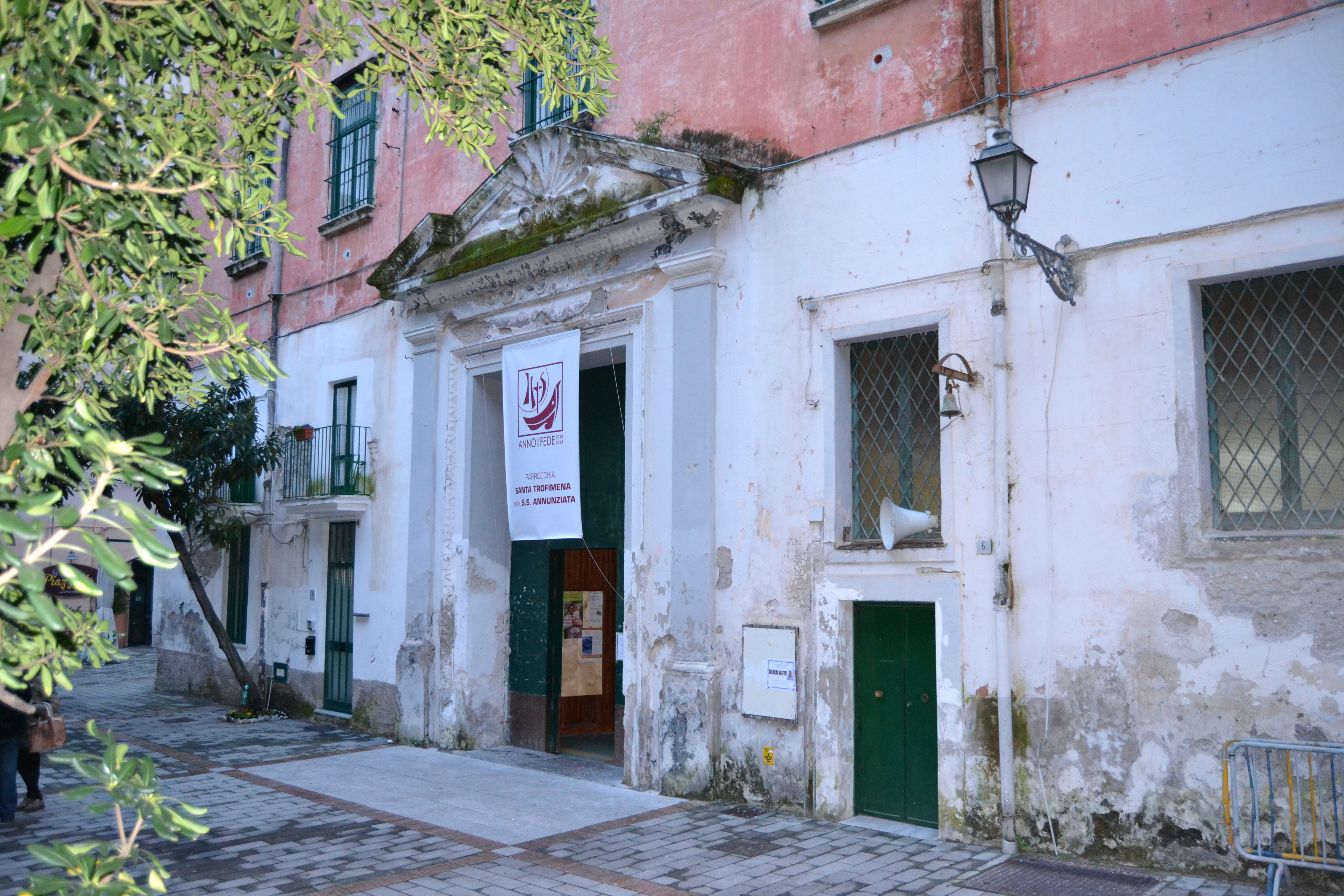
La Chiesa di Sant'Anna al Porto

Il Rione è uno dei più importanti della città e si snoda intorno al Molo Manfredi, nome del re svevo che permise di ampliare l'antico porto longobardo.
Nel Rione sorgono:
- Chiesa di Sant'Anna al Porto: si trova nei pressi del Teatro Verdi e quando fu costruita nel seicento sorgeva al di fuori delle mura della città. Presenta pianta ottagonale come la Chiesa del Monte dei Morti.
- Teatro Giuseppe Verdi: struttura ottocentesca caratterizzata dal magnifico sipario all'epoca definito "il più bello esistente in Italia", realizzato da Domenico Morelli con la collaborazione degli allievi Giuseppe Sciuti ed Ignazio Perricci. Vi è raffigurata la cacciata dei Saraceni da Salerno dell'871
- Banco di Napoli: costruzione ottocentesca è stata sede del Banco di Napoli fino ai primi anni del 2000. Attualmente 2020 è in corso di ristrutturazione e sarà riconvertito in edificio residenziale.

### San Benedetto

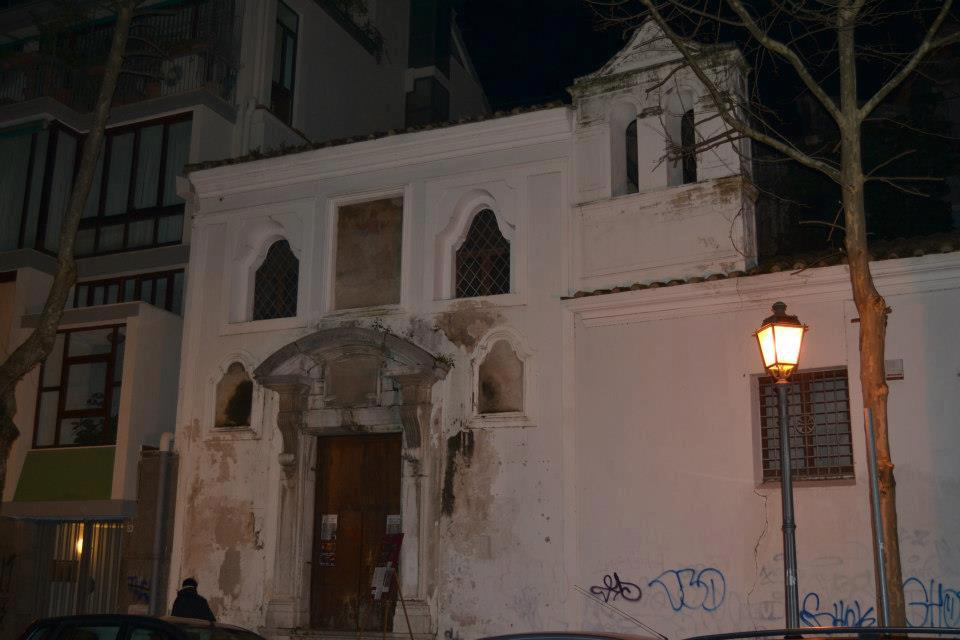
La Chiesa di Sant'Apollonia

Il Rione si snoda lungo l'omonima via e prende il nome dall'antico monastero con l'annessa Chiesa. Durante il periodo normanno il quartiere si arricchì di edifici, palazzi e fortificazioni alcuni dei quali sono giunti fino ai giorni nostri.
Nel Rione sorgono:
- Monastero e Chiesa di San Benedetto: costruiti nell'800 sono legati alla leggenda di Pietro Barliario.
- Palazzo Durazzo: residenza storica di Margherita di Durazzo è attualmente sede del Museo Archeologico Provinciale.
- Palazzo di Giordano
- Castel Terracena: fu costruito dal duca normanno Roberto il Guiscardo in un periodo che va dal 1076 al 1080. Si trovava a ridosso delle mura orientali di Salerno, sulla sommità di un'altura, ad est del Duomo.
- Chiesa di Sant'Apollonia: costruita tra il cinquecento ed il seicento è attualmente sconsacrata ed ospita eventi e manifestazioni.

### San Giovanniello
Il Rione è delimitato dal Rione Duomo e la sua costruzione risale all'XI secolo. Del Rione sono giunte poche informazioni e pochi resti ma sappiamo che qui sorgeva la chiesa di San Giovanni in Cannabariis, sede degli artigiani lavoratori della canapa.

### Sant'Antonio

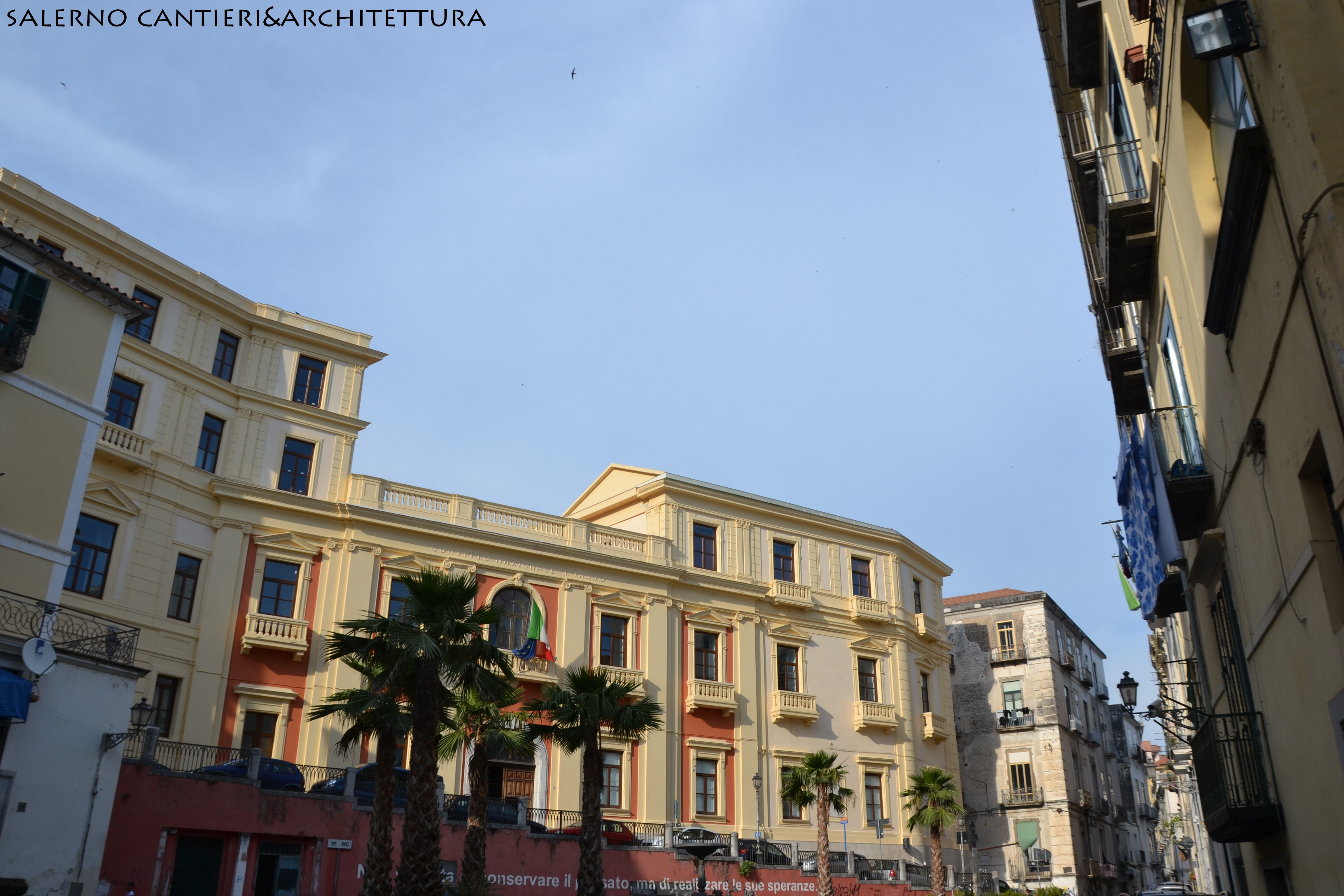
Una piccola parte del Rione Sant'Antonio, con Largo Abate Conforti

Il Rione comprende l'antica area del Plaium Montis ed è delimitato dal Rione della Madonna delle Grazie e prende il nome dall'antica chiesa di Sant'Antonio.
Nel Rione sorgono:
- Convento di San Pietro e San Giacomo: fondato nel 1332, dopo i decreti napoleonici è stato carcere maschile fino alla costruzione del carcere di Fuorni. Attualmente (settembre 2020) è in stato di abbandono.
- Palazzo San Massimo: detto anche Maiuri venne fatto costruire nel IX secolo dal principe Guaiferio di Salerno.
- Convitto nazionale Torquato Tasso: nato nel seicento come monastero di Santa Maria Maddalena divenne nel corso dell'ottocento prima caserma poi sede dei corsi universitari di Medicina e delle Belle Arti per poi assumere la sua funzione attuale.
- Complesso monumentale di Santa Sofia: complesso, costituito da chiesa e convento, che sorge in Piazza Abate Conforti. Ospita eventi e mostre internazionali.
- Convento di San Francesco: edificato nel 1222 fu ristrutturato nel 1409 dalla regina Margherita di Durazzo. Durante i lavori però la regina morì e il figlio Ladislao I di Napoli fece erigere un mausoleo all'interno del convento ad opera dello scultore Antonio Baboccio da Piperno.
- Complesso di Santa Maria di Montevergine: il complesso, risalente all'età medioevale, è costituito dalla chiesa, la cui facciata è stata ricavata adattando un muro di cinta longobardo e il convento, attualmente in via di ristrutturazione.
- Palazzo Fiore Santamaria: tipico esempio della Salerno Catalana è attualmente sede della Soprintendenza.

### Sant'Agostino

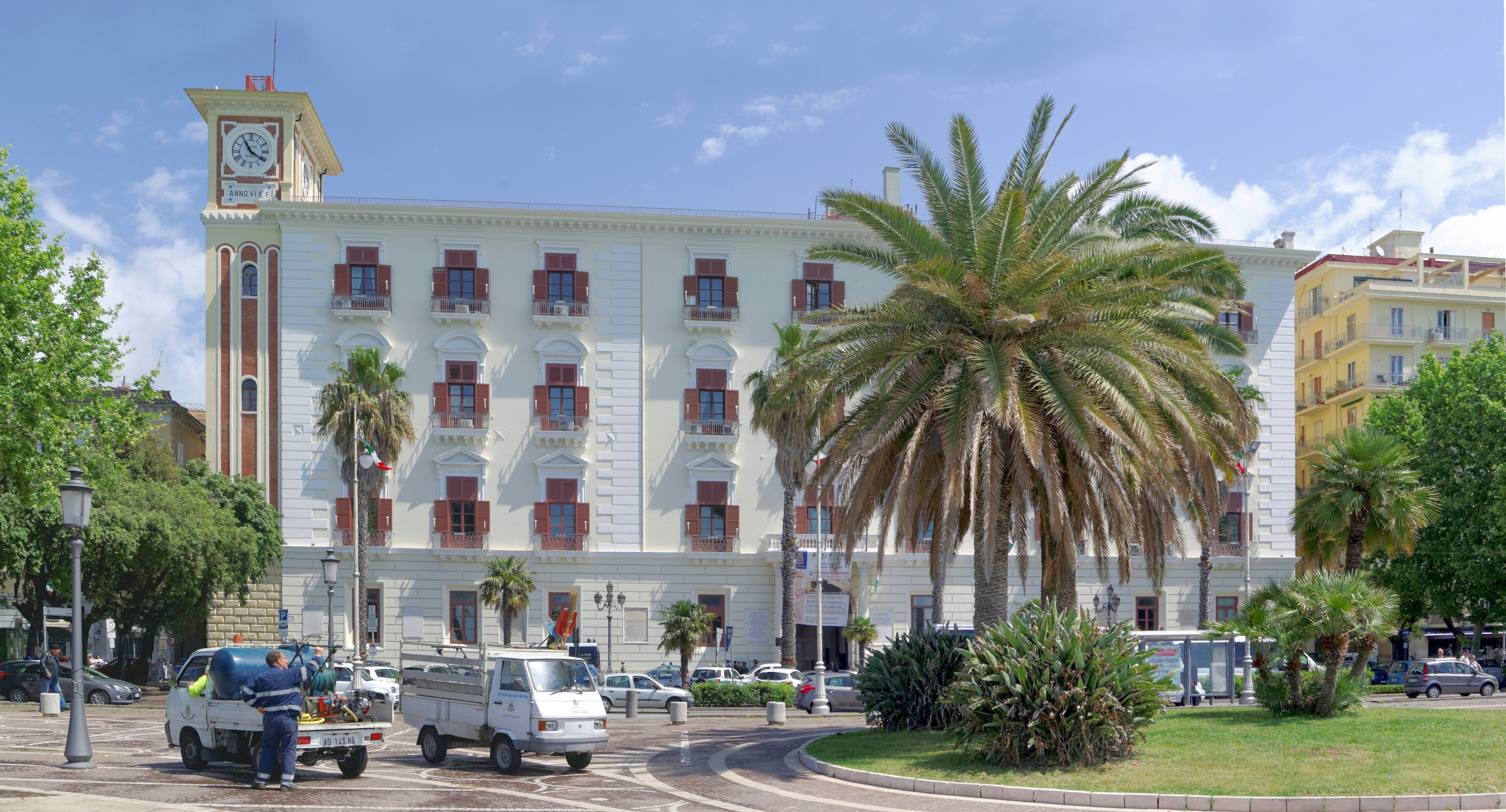
Palazzo Sant'Agostino

Il Rione comprende l'omonima piazza, il largo Dogana Regia, il larghetto del Conservatorio Vecchio, il larghetto di San Giorgio e Piazza Cavour. Prende il nome dalla Chiesa di Sant'Agostino ed anticamente era un pantano dove confluivano le acque del Labinario.
Nel Rione sorgono:
- Palazzo e Chiesa di Sant'Agostino: le due strutture nascono come un complesso costituito da un monastero che, in seguito a dei lavori di ampliamento, ospitò anche la piccola chiesa.
- Chiesa e Monastero di San Giorgio: la chiesa, di costruzione barocca è considerata una delle più belle della città. Il monastero ad essa annesso ospita una caserma dei Carabinieri ed una della Guardia di Finanza.

### Sant'Eremita

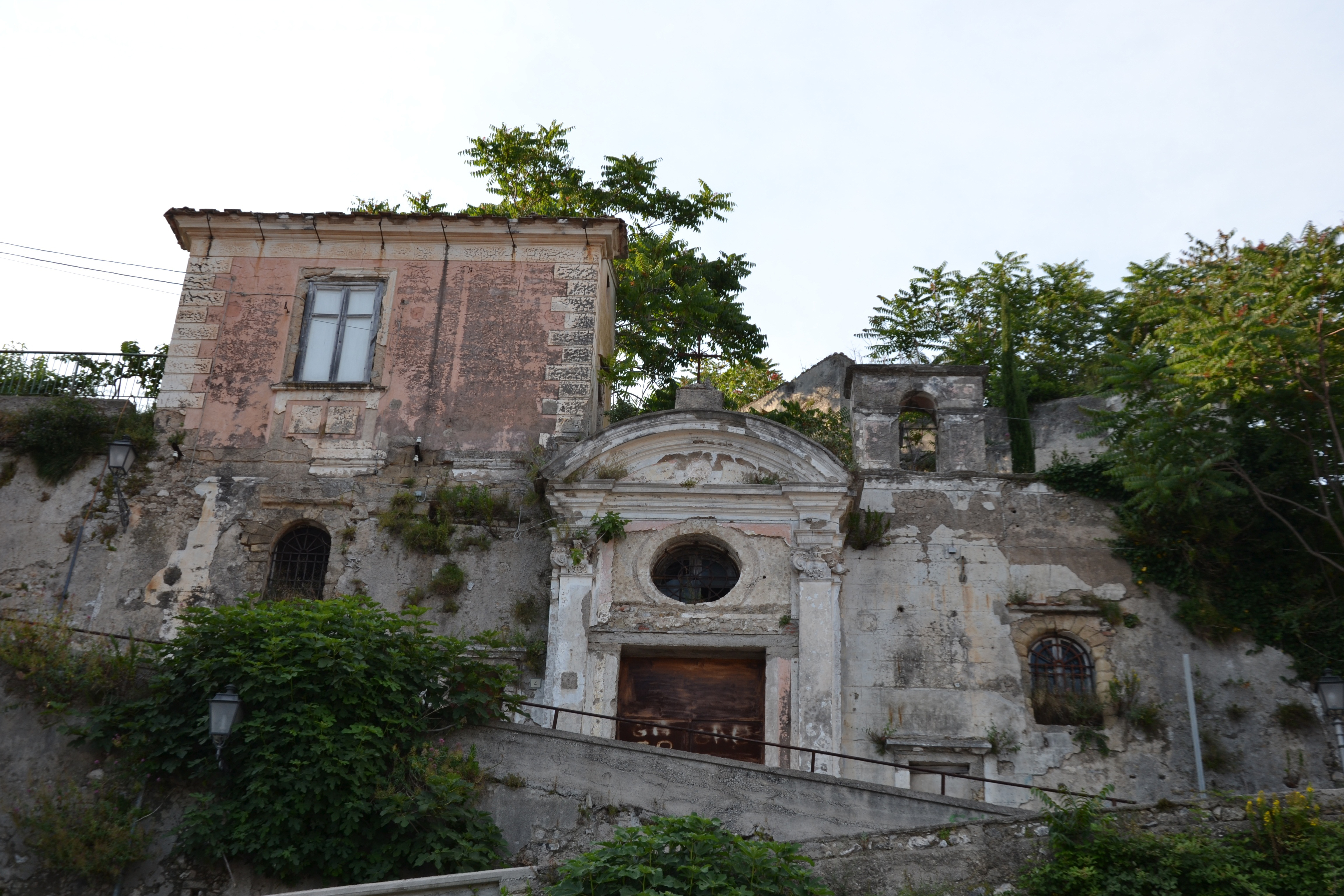
Chiesa di San Filippo Neri

Il Rione sorge a ridosso delle mura orientali di origine Longobarda. L'origine del nome è legata alla figura di San Guglielmo da Vercelli, fondatore del Monastero di Montevergine di Mercogliano. Egli era consigliere del principe normanno Ruggero II e si recava spesso a Salerno ma, ogni volta, rifiutava di fermarsi presso Castel Terracena in quanto preferiva alloggiare in una grotta nella parte alta della città, chiamata, in suo onore, di Sant'Eremita.
Nel Rione sorgono:
- Il Convento e la Chiesa di Santa Maria della Consolazione: il convento fu fondato nel 1559 dai Padri Minori Cappuccini ed incorporò la preesistente chiesa. Fino al 1886 svolse la funzione di convento per poi diventare carcere femminile fino agli anni ottanta.
- La Chiesa di San Filippo Neri: è la terza chiesa a pianta ottagonale della città. Attualmente versa in uno stato di abbandono.

### I Sedili
I nobili, per difendere i propri interessi commerciali e non, costituirono dei veri e propri antenati dei comitati di quartiere. Queste "associazioni" erano chiamate Seggi o "Sedili" (per via della "poltrona" ove sedeva il "CapoRione"), e a Salerno erano tre: il Sedile di Portanova, il Sedile di Porta Rotese, ed il Sedile del Campo, che avevano come punto di riferimento le omonime piazze.

#### Sedile del Campo
Il Rione comprende l'area di Largo Campo, anticamente conosciuto con il nome di Campus Grani, in quanto sede del mercato del grano. In periodo medioevale era il fulcro della vita cittadina ed in esso avevano sede la banca, librerie, gioiellerie, locali di lusso e negozi.
nel Rione sorgono:
- Fontana dei pesci: nota con il nome di Fontana del Campo fu progettata da Luigi Vanvitelli.
- Palazzo Genovese: caratterizzato dall'ingresso monumentale, fu ristrutturato nel 1744 in stile tardo-barocco. Attualmente è parzialmente utilizzato come sede di mostre ed esposizioni.
- Palazzo Bottiglieri: è caratterizzato da un maestoso portale in tufo sormontato da una testa mostruosa posta in chiave di volta.
- Chiesa di Sant'Andrea de Lavina: la chiesa sorge nei pressi dell'antico torrente che ancora oggi scorre sotto il piano stradale. È l'unica chiesa intitolata a Sant'Andrea superstite in città.

#### Sedile di Porta Rotese
Il Rione sorge nella parte orientale della città antica e prende il nome dall'omonima porta di cui oggi non restano tracce. L'area è priva di monumenti o edifici storici ma non è da escludere l'ipotesi secondo la quale al di sotto degli edifici moderni costruiti si possano ritrovare il circo e l'arco di trionfo ivi costruiti in epoca romana.

#### Sedile di Portanova
Il Rione comprende l'area di Piazza Flavio Gioia. In epoca romana nell'area sorgevano diverse ville e stabilimenti industriali che si estendevano fino alla foce dell'Irno. Nel Rione si trova l'unica porta giunta a noi un buone condizioni, Porta Nova, e il vicolo Ruggi antica sede dell'ospedale e della Porta dell'Angelo e vicolo Barriera sede degli uffici medioevali per la riscossione delle gabelle.

## Strade e piazze

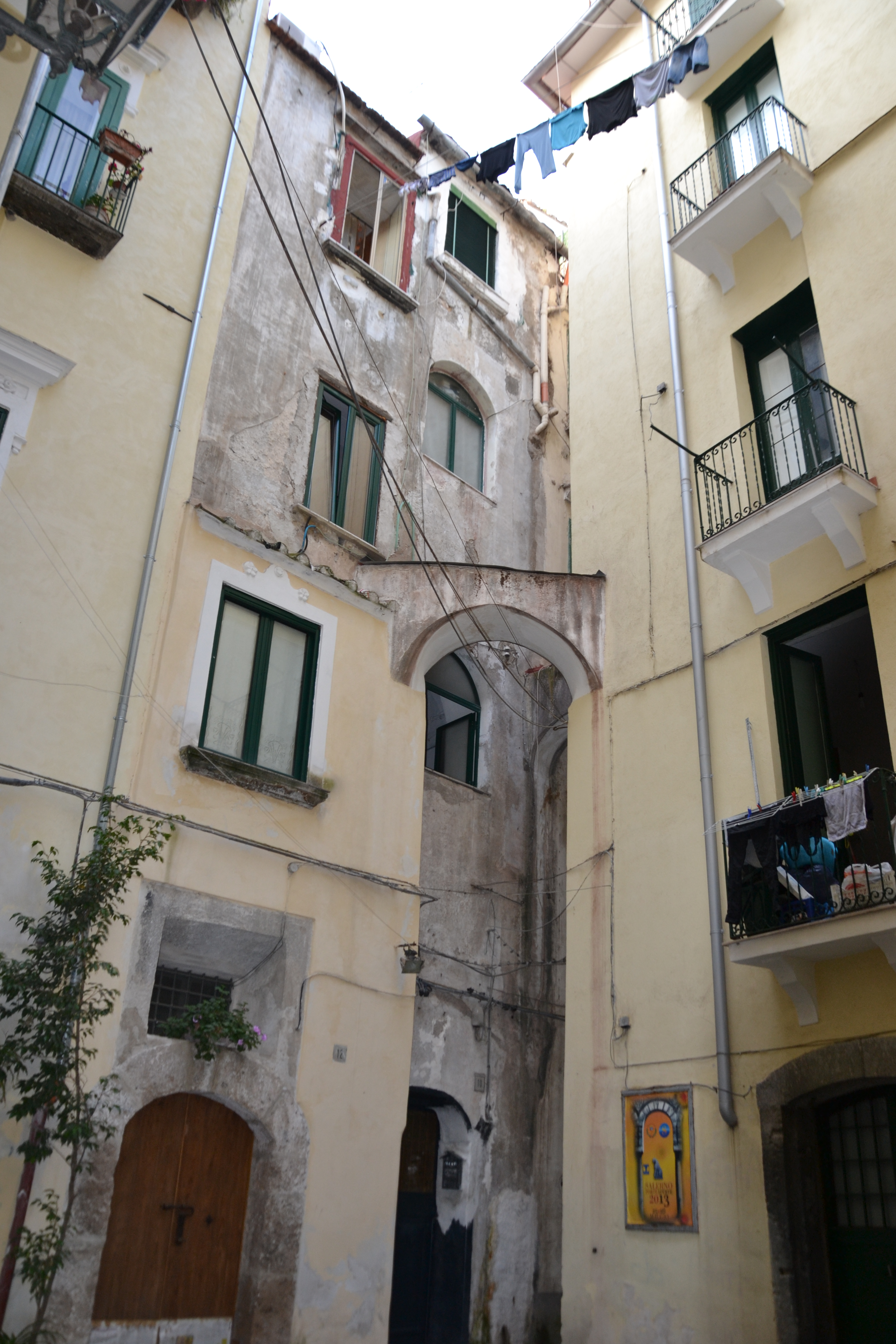
Vicolo Cassa Vecchia

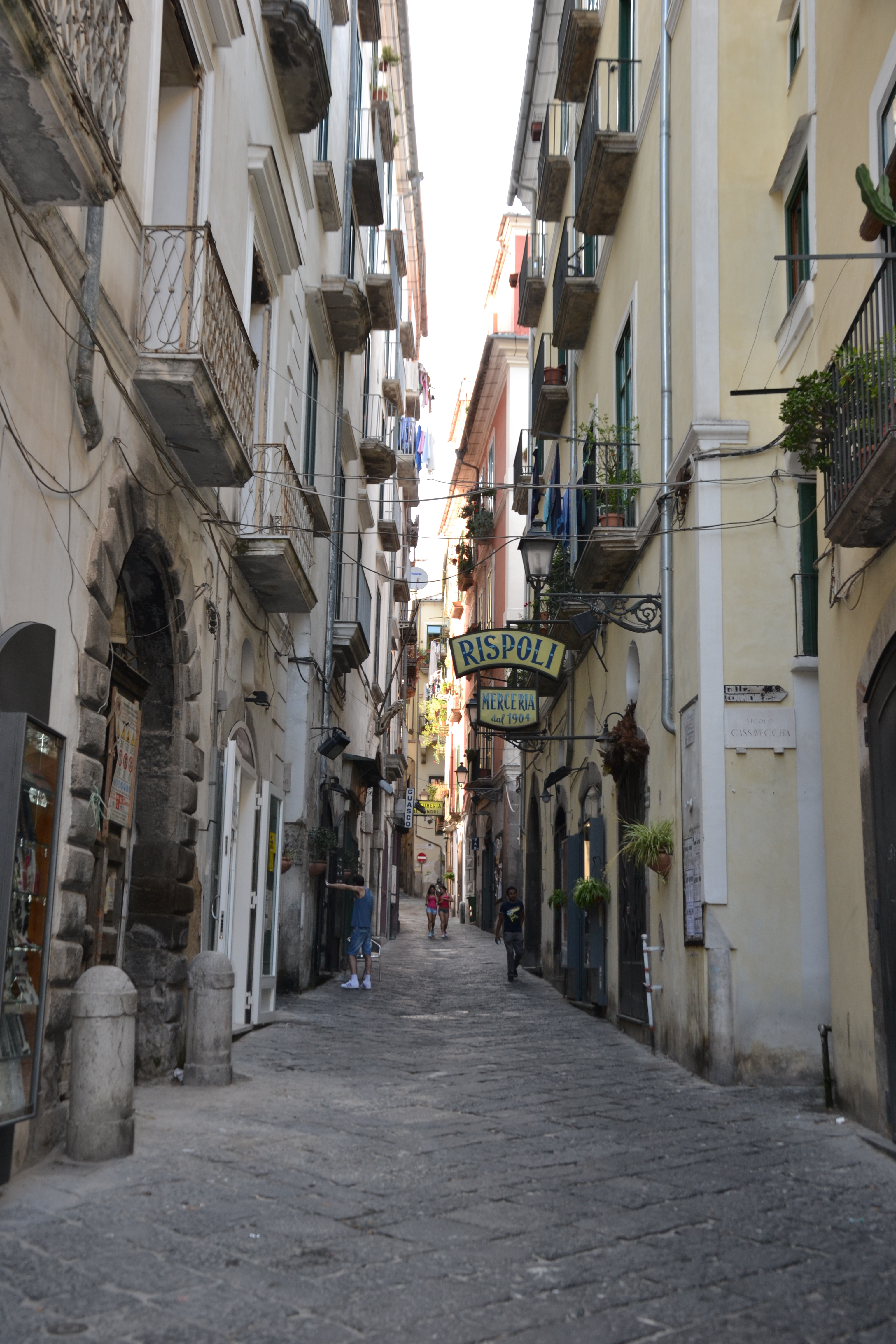
Via Botteghelle

Il Centro Storico di Salerno conta un grande numero di piccole strade, vicoli e piazze di origini molto antiche:
- Vicolo della Neve: si trova nel rione Antica Corte ed è uno dei più antichi e caratteristici. Assume questo nome in quanto nei suoi sotterranei era conservata la neve prelevata da Calvanico che era utilizzata dalla Scuola medica salernitana per scopi sanitari. L'antichità del vicolo si presume dalla presenza di una Domus Romana.
- Larghetto del Conservatorio Vecchio: il nome del largo, i cui si ritrovano resti di colonne, fregi, archi e capitelli, deriva dalla presenza del Conservatorio Santa Caterina da Siena costruito nel 1560 per poi essere trasferito nel 1711.
- Larghetto Cassavecchia: si trova nel Rione Duomo ed è caratterizzato da Palazzo Morese con il suo loggiato catalano. Prende nome dall'antica tesoreria (vecchia cassa) che era là situata.
- Largo della Dogana Regia: si trova nel Rione Sant'Agostino e le sue origini risalgono al V secolo. Di qui passava la cinta muraria, di cui è possibile scorgere delle tracce in alcuni edifici ed una torre quadrata. Il nome deriva dal fatto che in epoca borbonica qui fu posta la Regia Dogana.
- Piazza Flavio Gioia: appartenente al Sedile di Porta Nova, si venne a creare con la chiusura di Porta Elina e l'apertura di Porta Nova. Nacque così questo spazio esterno alle mura in cui trovarono posto alcune attività artigianali.
- Via Canali: si trova nel Rione Municipio ed ebbe rilevante importanza in epoca romana. Il nome secondo alcuni deriva dal cognome della nobile famiglia longobarda dei Canali mentre secondo altri dalla presenza di un lavinaio in cui scorreva l'acqua.
- Via dei Mercanti: detta Drapparia oggi come nei tempi antichi è la principale strada commerciale del centro storico della città.
- Via delle Botteghelle: appartenente al Rione Duomo, nel corso dei secoli ha cambiato varie volte nomi: via della Giuggiola, della Loia, della Joiola e della Giugnola. In epoca romana qui passava la strada Cardinale che portava da nord a sud. L'attuale denominazione deriva dal fatto che qui sorgevano diverse piccole botteghe di prodotti per la casa.
- Via Dogana Vecchia: appartenente al Rione Municipio, prende il nome dalla presenza della Dogana in epoca longobarda. Funge da collegamento con Largo Campo.
- Via Portacatena: appartenente al Sedile del Campo, prende il nome dalla presenza della Porta Catena costruita nel periodo della dominazione spagnola in sostituzione alla Porta Busanola.
- Via Roma: è la principale arteria cittadina costruita nel XIX secolo. Anticamente il mare arrivava fin sotto le mura della città, così si decise di costruire una strada esterna che però fu erosa in breve tempo. Agli inizi dell'Ottocento, quindi, abbattendo le mura meridionali, si costruì una nuova strada chiamata Via Marina.
- Via Romualdo II Guarna: oggi appartiene al Rione Duomo ed in epoca romana faceva parte del Decumano Massimo, strada che conduceva all'anfiteatro e ad un arco di trionfo.
- Via Trotula de Ruggiero: si estende tra i Rioni di Sant'Eremita e Madonna delle Grazie. È una delle strade più antiche della città in quanto sorge ai piedi del castrum bizantino.

## Gioiello medioevale
Il centro storico di Salerno è uno dei meglio conservati e ristrutturati della penisola italiana. Il poeta Alfonso Gatto lo chiamava il gioiello medioevale, per il gran numero di palazzi e chiese dell'epoca longobarda e normanna.

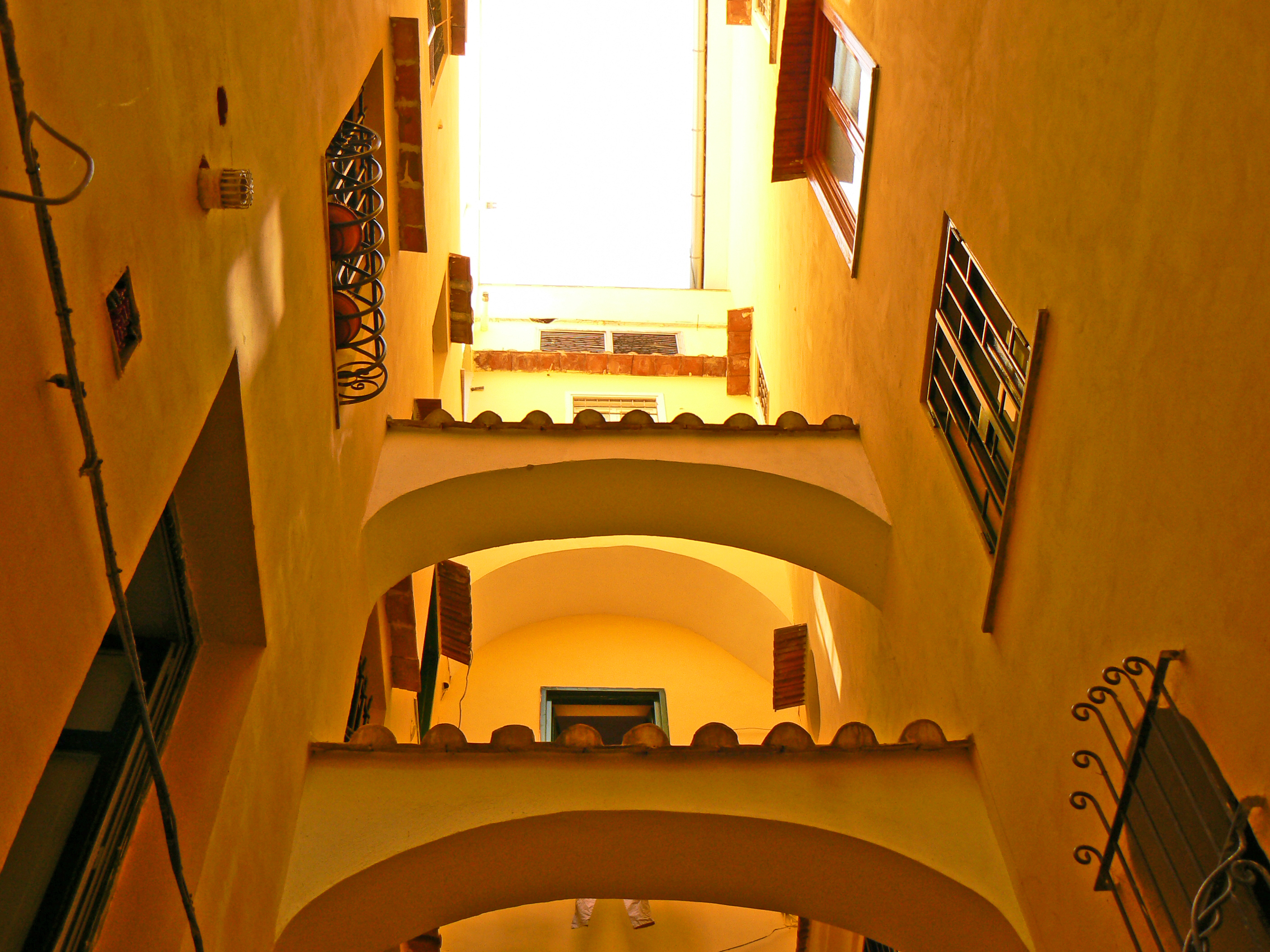
I vicoli del centro storico con le caratteristiche arcate

Infatti vi si trova il Complesso archeologico di San Pietro a Corte, un'area in cui sono documentate e visibili le testimonianze archeologiche dei vari avvicendamenti storici a partire dal I secolo d.C. In particolare il sito risulta, in assoluto, l'unica testimonianza archeologica di architettura palaziale di epoca longobarda.
Nel suo centro geografico si alza il Duomo, ricco non solo di arte ma anche di storia. Nella sua cripta si trovano le reliquie di San Matteo.
Vicino al Duomo si trovano il museo archeologico provinciale (in via San Benedetto, accanto all'omonimo monastero), la Pinacoteca provinciale (in via Mercanti), il Museo diocesano (in Largo Plebiscito) ed il Museo virtuale della Scuola medica salernitana (in Via Mercanti, di fronte alla Pinacoteca).
Inoltre vi si apprezzano la chiesa della Santissima Annunziata, il Palazzo Genovese col suo "Largo del Campo", il Palazzo Pinto, il Convento di San Lorenzo, il "Vicolo dei Barbuti", il Complesso monumentale di Santa Sofia ed i resti del Castel Terracena. Sul versante collinare si ha l'Acquedotto di Salerno del secolo IX, coi suoi famosi "Archi del diavolo".
L'intero centro storico viene attraversato dalla Via dei Mercanti, ancora oggi uno dei fulcri del commercio e dello "shopping" di Salerno e dintorni. Quasi all'inizio di questa antica via si trova la Fontana dei pesci, creata da Vanvitelli